# Brian Reynolds
Brian Reynolds, född 1967, är en amerikansk datorspelsdesigner. Han har arbetat på Microprose och är medgrundare till tre företag, Firaxis Games, Big Huge Games och SecretNewCo. Han har arbetat med utvecklingen av bland annat Civilization II, Sid Meier's Alpha Centauri och Rise of Nations.

## Ludografi
- Quest 1 (1981) (Skapare)
- Rex Nebular and the Cosmic Gender Bender (1992) (programmering)
- Return of the Phantom (1993) (programmering)
- Dragonsphere (1994) (technical director)
- Sid Meier's Colonization (1994) (designer)
- Sid Meier's Civilization II (1996) (lead designer)
- Sid Meier's Gettysburg! (1997)
- Sid Meier's Alpha Centauri (1999) (lead designer)
- Rise of Nations (2003) (lead designer)
- Rise of Nations: Thrones & Patriots (2004) (lead designer)
- Rise of Nations: Rise of Legends (2006) (project lead and lead designer)
- Catan (2007) (projektledare och AI)
- Age of Empires III: The Asian Dynasties (2007) (creative director)
- Frontierville (2010) (designer)
- DomiNations (2014) (designer)